# Treptower Tor

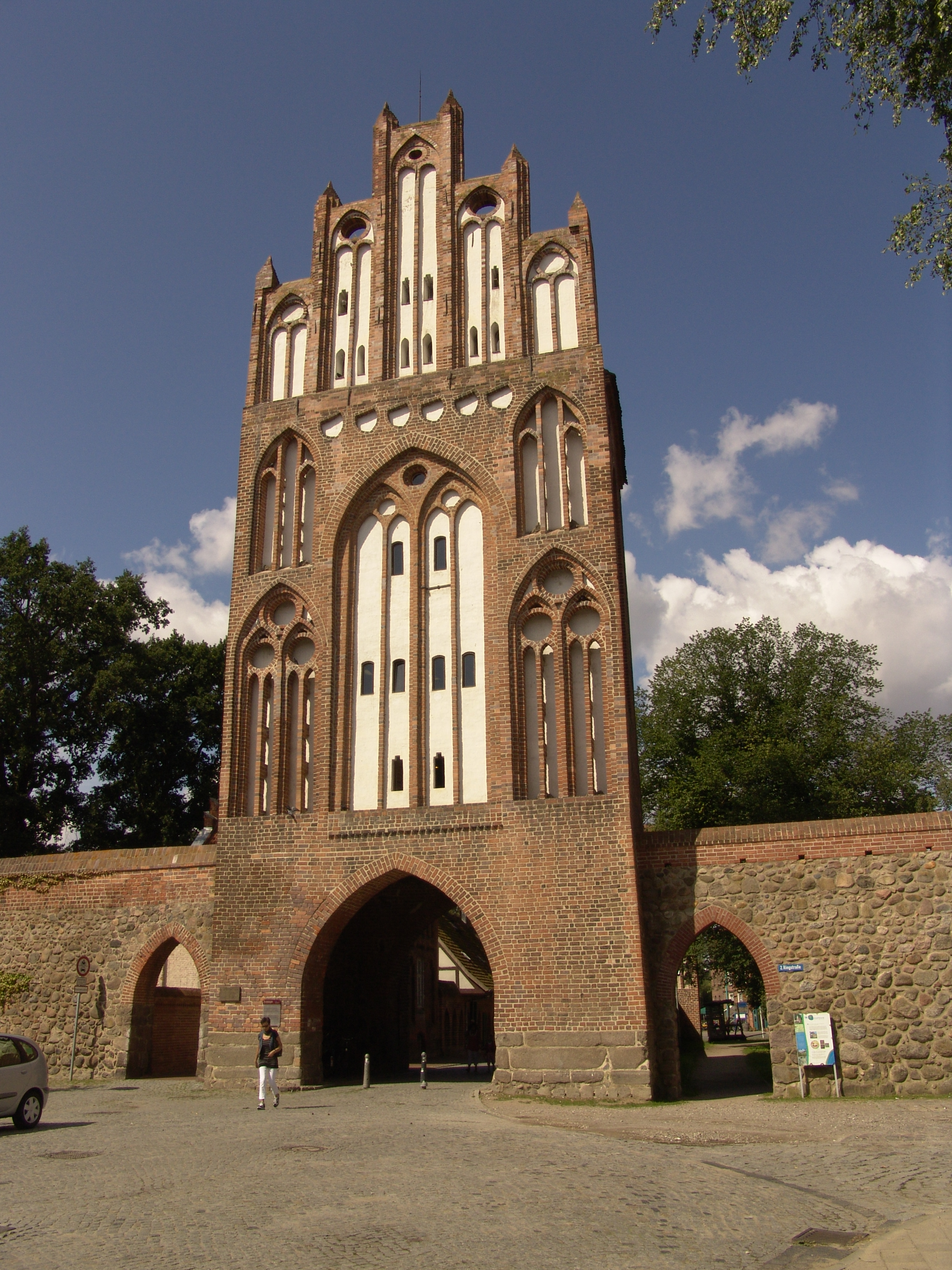
Ostseite (Stadtseite) des Treptower Tores

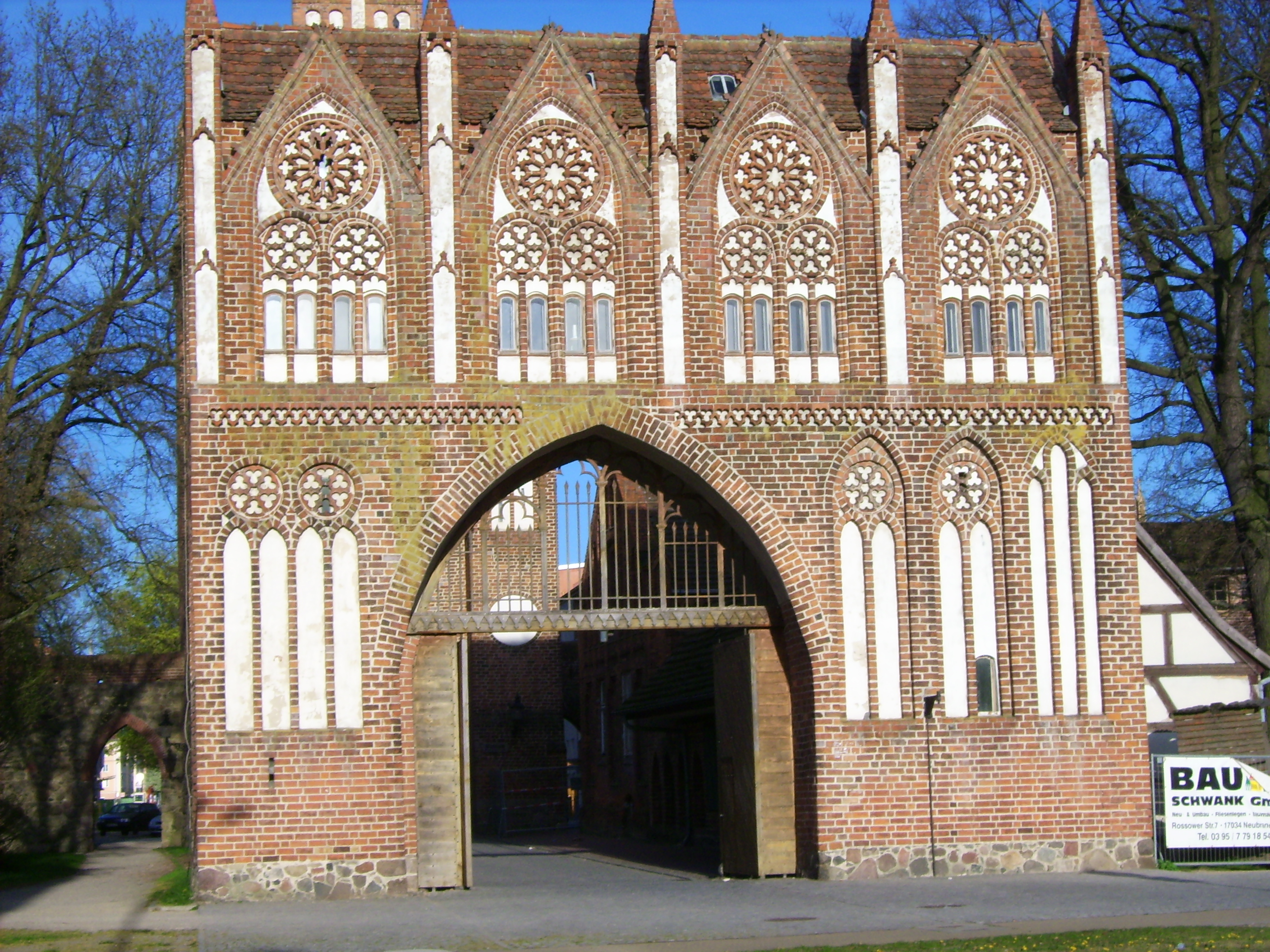
Westseite (Feldseite) des Treptower Vortores

60-Pfennig-Briefmarke der Deutschen Bundespost

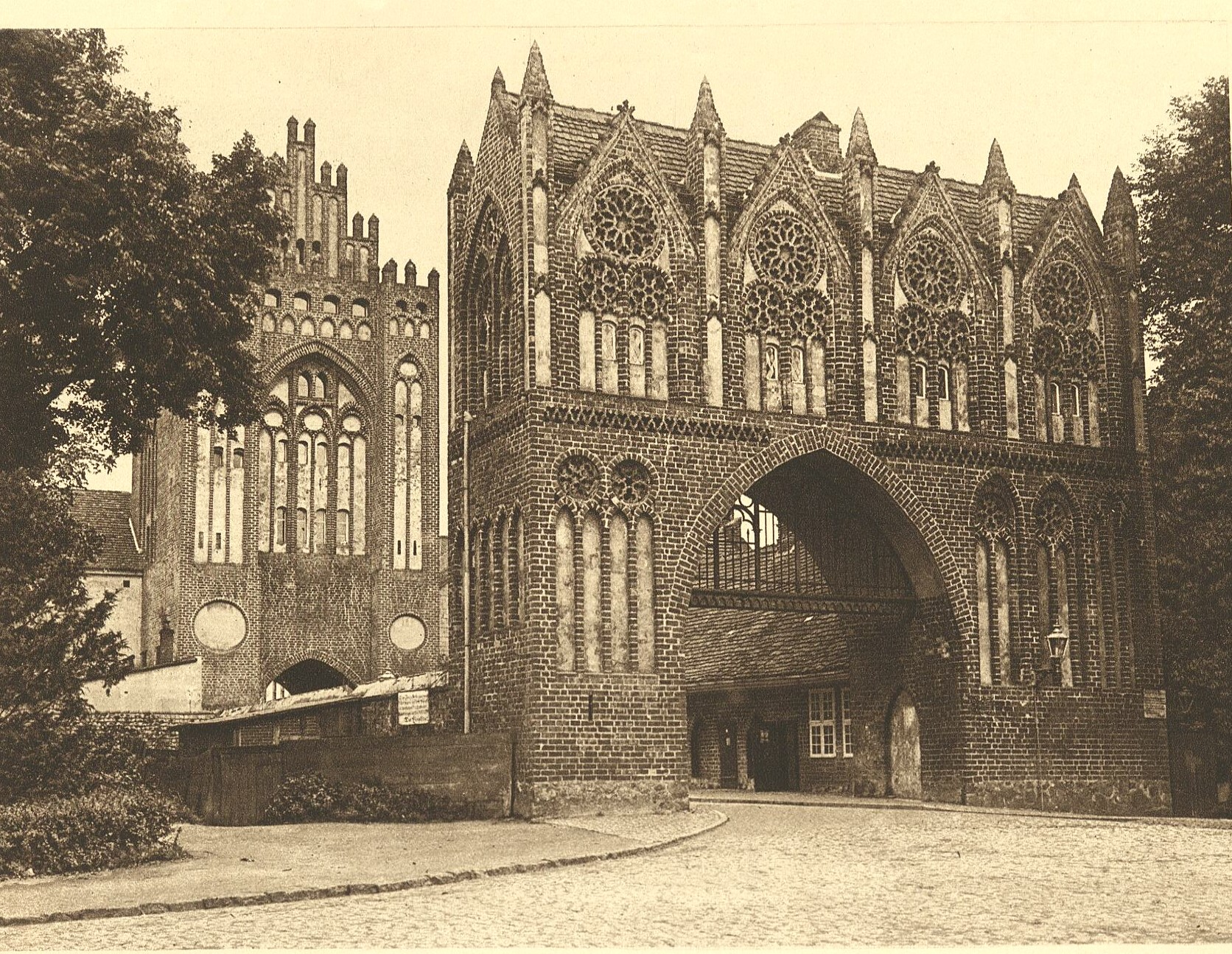
Kurt Hielscher: Treptower Tor, um 1924

Das Treptower Tor in Neubrandenburg wurde Mitte des 14. Jahrhunderts im Stil der norddeutschen Backsteingotik in der Stadtmauer Neubrandenburg errichtet. Mit 31,8 Metern ist das Treptower das höchste der vier Neubrandenburger Stadttore. Zur Anlage gehören weiterhin ein im 15. Jahrhundert hinzugebautes Vortor, ein im 18. Jahrhundert errichtetes Fachwerkhaus mit Wohnungen sowie das 1856 eingerichtete Telegraphenamt.
Die Namensbezeichnung Treptower Tor bezieht sich auf den hier beginnenden früheren Verlauf der alten Landstraße nach Treptow (heute Altentreptow).
Seit 1872 wird das Haupttor durch das Regionalmuseum Neubrandenburg genutzt.
Am 15. Dezember 1964 und 14. April 1967 erschienen im Rahmen der Briefmarkenserie Deutsche Bauwerke aus zwölf Jahrhunderten I und II der Deutschen Bundespost und der Deutschen Bundespost Berlin je zwei Briefmarken mit der Abbildung des Treptower Tores.